# Otávio Ataide da Silva
Otávio Ataide da Silva, noto anche con lo pseudonimo di Otávio (San Paolo, 21 aprile 2002), è un calciatore brasiliano, difensore del Paris FC.

## Carriera
Cresciuto nel settore giovanile del Flamengo, debutta in prima squadra il 27 settembre 2020, in occasione dell'incontro di Série A pareggiato per 1-1 contro il Palmeiras. Il 13 febbraio 2022 viene ceduto in prestito al Sampaio Corrêa, tuttavia, dopo aver non disputato incontri ufficiali, nel mese di agosto fa rientro al Flamengo. Il 31 gennaio 2023 passa in prestito al Famalicão in Portogallo fino al termine della stagione.
Il 31 gennaio 2024 passa al Porto firmando un contratto valido fino al 2028. Rimane nelle file dei Dragões una stagione e mezza, vincendo una Supercoppa di Portogallo (2024).
Il 23 luglio 2025 si trasferisce ai francesi del Paris FC, neopromossi in Ligue 1.

## Statistiche

### Presenze e reti nei club
Statistiche aggiornate al 22 aprile 2023.
| Stagione        | Squadra         | Campionato      | Campionato | Campionato | Coppe nazionali | Coppe nazionali | Coppe nazionali | Coppe continentali | Coppe continentali | Coppe continentali | Altre coppe | Altre coppe | Altre coppe | Totale | Totale |
| Stagione        | Squadra         | Comp            | Pres       | Reti       | Comp            | Pres            | Reti            | Comp               | Pres               | Reti               | Comp        | Pres        | Reti        | Pres   | Reti   |
| --------------- | --------------- | --------------- | ---------- | ---------- | --------------- | --------------- | --------------- | ------------------ | ------------------ | ------------------ | ----------- | ----------- | ----------- | ------ | ------ |
| 2020            | Flamengo        | A/RJ+A          | 0+1        | 0          | CB              | 0               | 0               | CL                 | 0                  | 0                  | SB+RS       | 0           | 0           | 1      | 0      |
| 2021            | Flamengo        | A/RJ+A          | 0          | 0          | CB              | 0               | 0               | CL                 | 0                  | 0                  | SB          | 0           | 0           | 0      | 0      |
| feb.-ago. 2022  | Sampaio Corrêa  | B               | 0          | 0          | CB              | 0               | 0               |                    | -                  | -                  | CdN         | 0           | 0           | 0      | 0      |
| Totale Flamengo | Totale Flamengo | Totale Flamengo | 1          | 0          |                 | 0               | 0               |                    | 0                  | 0                  |             | 0           | 0           | 1      | 0      |
| gen.-giu. 2023  | Famalicão       | PL              | 4          | 0          | CP+CdL          | 0               | 0               |                    | -                  | -                  |             | -           | -           | 4      | 0      |
| Totale carriera | Totale carriera | Totale carriera | 5          | 0          |                 | 0               | 0               |                    | 0                  | 0                  |             | 0           | 0           | 5      | 0      |

## Palmarès

### Club

#### Competizioni nazionali
- Campionato brasiliano: 1

Flamengo: 2020
- Supercoppa di Portogallo: 1

Porto: 2024